# František Gellner

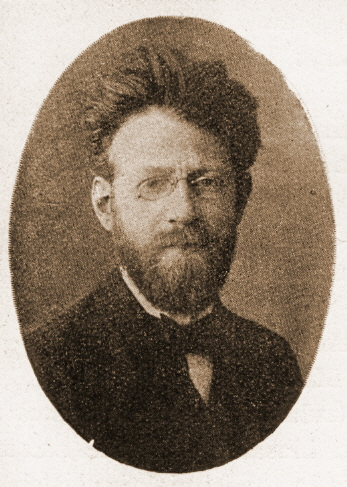
František Gellner

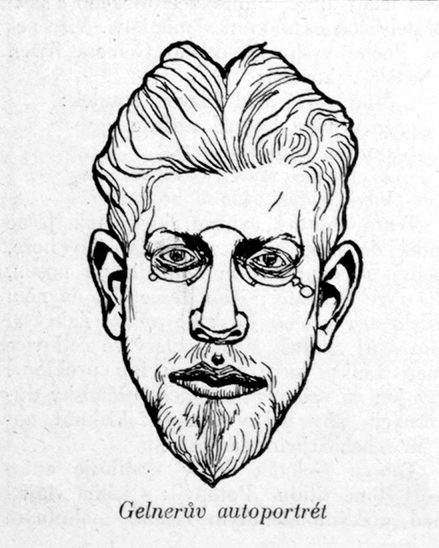
Selbstporträt

František Gellner (* 19. Juni 1881 in Mladá Boleslav, Österreich-Ungarn; † 13. September 1914 verschollen) war ein tschechischer Dichter, Anarchist, Prosaist, Maler und Karikaturist.

## Leben
Er besuchte in seiner Geburtsstadt das Gymnasium und studierte seit 1901 in Mladá Boleslav, kurze Zeit in Wien und anschließend an der Bergbauakademie in Příbram, 1905 dann Malerei in München und Paris, wechselte 1909 auf die Kunstakademie in Dresden und ein Jahr darauf besuchte er wieder Paris. Mit Stanislav Kostka Neumann führte er kleinere anarchistische Gruppierungen.
Von 1911 an lebte er in Brünn, schrieb für Lidové noviny (Volkszeitung) und nahm am politischen Leben teil. Nach dem Ausbruch des Ersten Weltkrieges 1914 wurde er einberufen und gilt seit dem 13. September 1914 als verschollen.

## Werke
Schon während seines Studiums schrieb er die ersten Gedichte. Seine Verse sind einfach, haben einen wiederkehrenden Rhythmus und Reim. Über sich schreibt er kritisch und zynisch, versucht dabei, sich selbst zu moralisieren. Seine Werke sind durch den Anarchismus stark beeinflusst. Er war auch als Autor für Zeitungen und Zeitschriften tätig, darunter Moderní revue und Nový kult (Der neue Kult). Er schrieb auch Erzählungen, Romane und Dramen und war als Übersetzer tätig.
- Po nás ať přijde potopa (Nach uns kann die Sintflut kommen), 1901
- Radosti života (Die Freuden des Lebens), 1903
- Nové verše (Neue Verse)
- Don Juan
- Píseň zhýralého jinocha (Das Lied eines jungen Wüstlings)